# 西見有二
西見 有二（にしみ ゆうじ、1947年（昭和22年）1月20日 - ）は、日本の実業家。
旭硝子（現・AGC）株式会社代表取締役兼副社長執行役員を2011年3月から2015年3月まで務めた。

## 経歴
1970年 - 九州大学経済学部経済学科卒業。同年 - 旭硝子（現・AGC）株式会社に入社。
略年譜
- 1998年 - 同社管球硝子（現・電子）事業本部（現・カンパニー）営業部長。
- 2000年 - 同社  ディスプレイ（現・電子）事業本部（現・カンパニー）CRT硝子営業部長。
- 2001年 - 旭テクノビジョン株式会社社長→ 旭硝子株式会社取締役、旭テクノビジョン株式会社社長。
- 2002年 - 同社執行役員旭テクノビジョン株式会社社長→同社執行役員 ディスプレイカンパニーCRTガラス本部長。
- 2005年 - 同社 上席執行役員 ディスプレイカンパニーFPDガラス本部長。
- 2007年 - 同社上席執行役員 ディスプレイカンパニープレジデント。
- 2008年 - 同社専務執行役員ディスプレイカンパニープレジデント。
- 2009年 - 同社副社長執行役員電子セクター長→同社副社長執行役員電子カンパニープレジデント。
- 2011年 - 同社代表取締役兼副社長執行役員経営全般補佐（グループ改善活動、電子事業、事業開発担当）兼グループ戦略室調査役。
- 2012年 - 同社代表取締役兼副社長執行役員経営全般補佐（グループ改善活動、電子事業、事業開発担当）。
- 2015年 - 同社代表取締役兼副社長執行役員社長付→同上退任→株式会社日立ハイテクノロジーズ社外取締役[3]。
- 2020年 - 同上退任。

## 人物
入社以降、電子事業に長く携わる。 子会社社長、電子事業部門長を経験した後、代表取締役 兼 副社長執行役員に就任。就任後、主に全社内の改善や事業開発など、社長補佐を取り組みながら、社内運営を指揮した。

## 外部サイト
- https://donburi.accountant/history/?ds=10425&do=1&name=%E8%A5%BF%E8%A6%8B%E6%9C%89%E4%BA%8C